# Kai Helm
Kai Helm (* 14. März 1957 in Darmstadt) ist ein deutscher Schauspieler und Regisseur.

## Leben
Helm studierte in Göttingen Pädagogik, Publizistik, Ethnologie und filmische Dokumentation, ab 1982 absolvierte er an der Transform Schauspielschule in Berlin eine Ausbildung zum Schauspieler und Pantomimen. Von 1984 bis 1994 war er Mitbegründer des Brandungstheaters in Berlin, anschließend war er unter anderem bis 2005 beim Scharlatan Theater in Hamburg tätig. Von 2001 bis 2004 wirkte er im Musical Tanz der Vampire von Stage Entertainment mit. Seit 1991 arbeitet er als Darsteller in verschiedenen Fernsehproduktionen, unter anderem für das ZDF, den NDR und Sat.1.  Er ist Regisseur bei freien Theatern und Dozent für Bewegung, Mimik und Drama an Volkshochschulen, Schauspielschulen und Theatern. Er verkörperte von September 2009 bis Mai 2012 in der Serie Das Haus Anubis die Rolle des Victor Emanuel Rodemer. 2012 erschien der Kinofilm Das Haus Anubis – Pfad der 7 Sünden, in der Helm wie in der Serie die Rolle des Victor Emanuel Rodemer verkörperte.

### Privates
Helm ist verheiratet.

## Filmografie
- 1988: Goldjunge
- 1996: Peter Strohm (Fernsehserie, Folge: Kröte)
- 1997: Schweinesand – Eine Insel voller Geheimnisse
- 1999: Gisbert (Fernsehserie, Folge: Klassenfahrt)
- 2000: Tatort – Blaues Blut (Fernsehfilm)
- 2000: St. Angela (Fernsehserie, Folge: In Watte gepackt)
- 2002: Alphateam – Die Lebensretter im OP (Fernsehserie, Folge Schlank wie Mama)
- 2004: Evelyn Hamanns Geschichten aus dem Leben (Fernsehserie, Folge: Der Talisman)
- 2005: Die Gerichtsmedizinerin (Fernsehserie, Folge: Die letzte Reise)
- 2008: Moonlight (Kurzfilm)
- 2009–2012: Das Haus Anubis (Fernsehserie)
- 2012: Das Haus Anubis – Pfad der 7 Sünden (Kinofilm)
- 2014: Das Geheimnis von Golombi (Kurzfilm)
- 2014: SOKO Wismar (Fernsehserie, Folge: Als er fortging)
- 2019: Die Freundin meiner Mutter
- 2020: Sløborn (Serie)
- 2020: SOKO Wismar (Folge: Ältermänner)
- 2024: Unter anderen Umständen: Dominiks Geheimnis